# Korea Airports Corporation
Die Korea Airports Corporation ist für Verwaltung, Betrieb und Ausbau von 14 Flughäfen in Südkorea verantwortlich. Hinzu kommt Verwaltung und Betrieb des Area Control Center, des Korea Civil Aviation Training Center und der neun VORTAC-Funkfeuer. Damit ist das Unternehmen für fast alle großen und mittleren Flughäfen in Südkorea verantwortlich. Nur der internationale Flughafen Incheon bei Seoul wird von einem anderen Unternehmen betrieben.

## Geschichte
Das Unternehmen wurde am 30. Mai 1980 als International Airport Authority gegründet. Ihre Aufgabe war zunächst die Verwaltung des, damals größten Flughafens des Landes, Gimpo International Airport. 1983 kam der Gimhae International Airport hinzu, ein Jahr später wurde das Civil Aviation Training Center eröffnet. Ab 1985 war das Unternehmen auch für den Jeju International Airport auf der Insel Jeju-do zuständig. Diese drei Flughäfen bilden auch heute noch die wichtigsten Abteilungen des Unternehmens. Nach einigen Jahren der Ruhe erfolgte 1990 die Umbenennung in Korea International Airport Authority und die Ergänzung um neun kleinere Inlandsflughäfen wie dem  Flughafen Daegu. 1994 wurde das Air Route Traffic Control Center eröffnet. 1999 erfolgte die Übernahme der VORTAC-Funkfeuer. Am 3. März 2002 erhielt das Unternehmen seinen heutigen Namen: Korea Airports Corporation. Seit 2010 ist das Unternehmen für den Betrieb des Civil Aviation Training Center in Uljin verantwortlich.

## Flugplätze
| Name               | Stadt    | Typ                                       | seit | Größe in km² | Flugbewegungen | Bild |
| ------------------ | -------- | ----------------------------------------- | ---- | ------------ | -------------- | ---- |
| Flughafen Gimpo    | Seoul    | International/Inland, zivil               | 1980 |              |                |      |
| Flughafen Gimhae   | Gimhae   | International/Inland, zivil & militärisch | 1983 |              |                |      |
| Flughafen Jeju     | Busan    | International/Inland, zivil               | 1985 |              |                |      |
| Flughafen Daegu    | Daegu    | International/Inland, zivil & militärisch | 1990 |              |                |      |
| Flughafen Gwangju  | Gwangju  | International/Inland, zivil & militärisch | 1990 |              |                |      |
| Flughafen Cheongju | Cheongju | International/Inland, zivil & militärisch | 1997 |              |                |      |
| Flughafen Yangyang | Yangyang | International/Inland, zivil               | 2002 |              |                |      |
| Flughafen Muan     | Muan     | International/Inland, zivil               | 2007 |              |                |      |
| Flughafen Yeosu    | Yeosu    | Inland, zivil                             | 1990 |              |                |      |
| Flughafen Ulsan    | Ulsan    | Inland, zivil                             | 1990 |              |                |      |
| Flughafen Pohang   | Pohang   | Inland, zivil & militärisch               | 1990 |              |                |      |
| Flughafen Sacheon  | Sacheon  | Inland, zivil & militärisch               | 1990 |              |                |      |
| Flughafen Gunsan   | Gunsan   | Inland, zivil & militärisch               | 1990 |              |                |      |
| Flughafen Wonju    | Wonju    | Inland, zivil & militärisch               | 1997 |              |                |      |